# ハイテク武装車バイパー
『ハイテク武装車バイパー』は、アメリカ合衆国のNBCネットワークで放映されたSFアクション特撮テレビドラマ。原題は“VIPER”、ビデオソフト邦題『犯罪壊滅装甲兵器バイパー』、第1シーズンTV邦題『ハイテク武装車ヴァイパー〈バイパー〉』、第2シーズンTV邦題『ハイテク武装車バイパー2』、第3シーズンは日本未放映、第4シーズンTV邦題『ハイテク武装車新バイパー』。アメリカでの本放送は1994年1月2日から1999年5月22日。日本では日本テレビ、毎日放送、スーパーチャンネル(現・スーパー!ドラマTV)で放映された。
1982年に製作されたアメリカのTVドラマ『ナイトライダー』で、主役マシンとして登場したスポーツカー「ポンティアック・ファイヤーバード・トランザム」が大量に売れた現象を受け、1994年にクライスラーが社運を賭け開発した自社のスポーツカー「ダッジ・バイパー」を売るために企画したTVドラマ。
姿形はダッジ・バイパーだが、コンピューター制御のハイテク機器と武器を搭載し、状況に応じて「変身」もできるスーパーマシン「バイパー」の活躍を描く。

## ストーリー
近未来のアメリカ。カリフォルニア州メトロシティ警察は、増加し続ける凶悪犯罪に対抗するため、ジュリアン・ウィルクス博士の指揮の下特殊マシン「バイパー」を導入する計画を進めていた。
しかし、バイパーの性能を発揮するための適格者、つまり並外れたテクニックと反射神経を持つドライバーが見つからず、計画は頓挫寸前まで追い込まれていた。
そんなある日、天才的な運転技術を持つ犯罪者マイケル・ペイトンが交通事故を起こし捕らえられる。メトロシティ警察はこれ幸いとばかりに、マイケルに手術を施して記憶を消し、さらに顔を整形して「ジョー･アスター」という偽の身分を与えてドライバーに仕立て上げた。これでいよいよ計画は実現するかと思われたが、ある議員の差し金で計画は中止に追い込まれる。さらにジョーのかつての恋人も、マイケル・ペイトン時代の仲間だった犯罪者に殺されてしまう。
自分の記憶も何もかも失ってしまったジョーは、廃棄寸前のバイパーを警察から奪い、孤独な戦いを始めた。

## 主演マシンバイパーについて
このドラマにとって第2の主役になるバイパーは2段階に変形することが可能なスーパーマシンである。通常時（ストリートモード）は市販モデルと同じダッジ･バイパーだが、有事の際には「ディフェンダー･モード」と呼ばれる銀色のボディをもつ形態に変形する。
ディフェンダー･モードに変形した姿は、大まかなシルエットこそ通常時を踏襲しているものの、それ以外は全くの別物といってもいい姿に変貌している。
ストリートモードからディフェンダーモード（あるいはその逆）への変形方法は、第1シーズンでは車体表面に六角形の亀甲模様が浮かびモーフィングのように変形する方式であったが、第2シーズン以降はストリートモードの外装がブラインドのように反転してディフェンダーモードの装甲と入れ替わる方式となっている。
また、同様のコンセプトで製作された「ナイトライダー」に登場するナイト2000が基本的に武器を使用せず、カーアクションと乗り手を軸として活躍し、犯罪者と対決するのに対し、バイパーは小型ミサイル等のいくつかの武器を装備し、それらを駆使することが大きな違いであるといえる。
第1シーズンにおいては、武器類は開発者のジュリアン・ウィルクス博士の強い意向によって搭載されていない。これは、ウィルクス博士自身が過去に銃撃によって負傷し、そのために下半身不随となってしまったことに起因する。ただし、路上の障害物の排除等を行う等、対人ではなく対物用の小型ミサイルは搭載されている。
しかし、第2シーズン以降でウィルクス博士がパイパーの運営スタッフを離れ、アリー・ファロー博士がシステムエンジニアとなってからはマシンガン、レーザーといった武器が搭載されている。
なお第3シーズン最終話でバイパーが爆破される事態となり、第4シーズンでウィルクス博士によって新型バイパーが開発されるが、旧バイパーに搭載されていた武器は特に取り外されること無く、引き続き装備されていた。
ディフェンダー・モード時の各種特殊装備は、シフトレバー奥のダイヤルで選択・スイッチで発動する。
このうち、運転席と助手席のドア下から展開するウェポンポッドからは、マシンガン、ミサイル、青白い発行体を対象に発射してエンジンなどの機能を停止させる空電パルス、ワイヤー付きフック、ネットが発射される。
マシンガンは車体後部にも装備しており、後部中央の外装を展開して発射する。後部トランク部には、2基のローターで自在に飛行する小型偵察メカ「プローブ」が搭載されている。プローブは現実世界で普及しているドローンの先駆けとも言えるもので、人間が潜入出来ないような場所にも潜入でき、搭載されているカメラで音声と映像を撮影し、基地に送信することが出来る。また武装としてレーザーも搭載しており、ディフェンダーがフォークリフトにすくわれて動けなくなった際に、フォークリフトの油圧パイプをレーザーで切断してピンチを脱した事もある。
ルーフにはホログラム投影装置が搭載されており、CGで作成あるいはスキャンした映像を前方に投影したり、ディフェンダー自身に他の車の映像を投影して姿を変える事が可能。投影されたホログラムは物体が衝突すると消滅する特性があり、これを利用して犯人から銃で狙われている人物をスキャンして多数投影し、分身しているように見せて犯人をかく乱した事もある。
タイヤは通常サイズからインチアップが可能であり、同時に車高も上げる事で4WDモードとなり、悪路の走行が可能となる。
第4シーズンから登場する新型バイパーのディフェンダーモードは、従来の装備に加えて車体がホバークラフトに変形する機能が追加され、水上走行が可能である。
通常時のバイパーは、第1シーズンから第3シーズンまでは1992年に発表されたオープンモデルであるRT/10のレッドカラーモデルが、第4シーズンからは1996年型クーペモデルであるGTSのブルーカラーモデルのバイパーがそれぞれ使用されている（市販のGTSはボディセンターにホワイトのストライプラインが入っているが劇中車はブルー単色）。ただし、第4シーズンでディフェンダー･モードに変形した時のCGが第1シーズンから第3シーズンの映像を流用する為、RT/10の純正ホイールのみが全シーズン通して変更されなかった。

## 製作会社
パラマウント・テレビジョン

## スタッフ
- 製作総指揮：ダニー・ビルソン
- 副製作総指揮：ポール・ディ・メオ
- 監督：マリオ・アゾパルディ、ブルース・ビルソン、ダニー・ビルソン、ジェイムズ・クウィン、ガス・トリコニス、マイケル・ヴィジャー
- 脚本：デイヴィッド・ニューマン、スーザン・ハミルトン・ブリン、マーク・リッソン、アンドリュー・W・マーロウ、ジム・トロンベッタ
- プロデューサー：ロバート・ベンジャミン、デイヴィッド・L・ビーンズ、バーバラ・ケリー、マイケル・ラコー
- 副プロデューサー：フランク・ジメンズ
- 撮影：グレッグ・ガーディナー
- キャスティング：エイプリル・ウェブスター
- セット装飾：ジャン・パスカル
- 特殊効果：ウィリアム・H・シャーマー（特殊効果監督）、グレッグ・C・ジェンセン
- 視覚効果：タマラ・ワッツ・ケント（視覚効果監督）、アダム・ハワード、トム・ジェンセン、ジェイムズ・W・クリストフ、スザンヌ・ローヤー、デイヴィッド・B・ムーイ、ドビー・シフ、クリス・B・シュナイツァー、ケヴィン・ストラックマン

## キャスト
- ジョー・アスター刑事/マイケル・ペイトン（第1・4シーズン主人公）：ジェイムズ・マキャフリー（声：小杉十郎太）
- トーマス・コール特別捜査官（第2・3シーズン主人公）：ジェフ・カーク（声：山路和弘）
- ジュリアン・ウィルクス博士（第1・4シーズン）：ドリアン・ヘアウッド（声：谷口節）
- フランクリン・X・ウォーターズ（フランキー）：ジョー・ニポート（声：牛山茂）
- キャメロン・ウエストレイク刑事（第2～4シーズン）：ヘザー・メドウェイ（声：湯屋敦子）
- マーラ・ウィルクス：フェイ・ハウザー（声：喜田あゆみ）
- デリア・ソーン司令：リー・チェンバリン（声：水原リン）
- レイン・キャシディー：リチャード・バージ（声：中田和宏）
- ロニー・ウィルクス：ドーン・ライエン・ガードナー
- ルーシー・ウィルクス：カミーユ・ウィンブッシュ
- ジェイソン・カーター：アレック・コナー
- サリー・ジェラロ警部補（刑事）：キャロル・ヒューストン（声：唐沢潤）
- シャーマン・キャトレットFBI捜査官（第2～4シーズン）：J・ダウニング（声：鳥畑洋人）
- アリー・ファロー博士（第2シーズン）：ドーン・スターン（声：松谷彼哉）
- 女性記者：ジュリア・パートン（声：岩本裕美子）

- 日本語版オープニングナレーション
  - 第1シーズン：中田和宏
  - 第2シーズン：菅原正志

## 日本語吹替版
- 配給・制作：東北新社
- 制作担当：尾澤浩一、稲毛弘之、久保宗一郎（第7話～）
- ディレクター：伊達康将、太田敏哉
- 翻訳：岸田恵子（第1～4話）、井場洋子（第5～13話）
- 調整：オムニバス・ジャパン

## 放映リスト
- 第1シーズン（邦題『ハイテク武装車バイパー』）

1. 消された過去（前編）
2. 消された過去（後編）
3. 洗脳装置CEG
4. 女刑事ジェラロ
5. 復讐のコナー
6. ファイアーホーク
7. ボディーガード
8. アスター殺害命令
9. 驚異の新型バッテリー
10. 裁きのタロットカード
11. 犯罪者リゾート計画
12. 暗殺者フェース
13. 人工心臓

- 第2シーズン（邦題『ハイテク武装車バイパー2』）

1. トラック強盗を追え!
2. 狙われたDJ
3. ミグ89
4. 潜入捜査の危機
5. 女盗賊の甘い手口
6. 冷凍テロリストの復讐
7. 殺された四人の警官
8. 命がけの脱出
9. 目撃者
10. 網膜スキャン
11. コンピューター強盗団
12. ドラッグレース
13. 苦悩するサイボーグ人間
14. 少年ギャング団の抗争
15. 洗脳
16. 活動禁止!?バイパーチーム
17. ヤン・チーの鳩
18. カフスボタンの伝言
19. 人気女優 引退の謎
20. ブラック・ボックス
21. コールの爆死
22. 救いのハミング

- 第3シーズン（日本未放送）

- 第4シーズン（邦題『ハイテク武装車新バイパー』）

1. チーム再結成
2. 裏の裏は表
3. ヒーローの野望
4. 華麗なるシナリオ
5. 追う女
6. 欲望のステージ
7. それぞれの過去
8. 年金の受け取り方
9. 宝探し
10. 名優と迷優
11. 悩めるベストセラー作家
12. 地獄のデモンストレーション
13. 書き替えられた人生
14. 紳士的怪盗団
15. 招かれざる客人
16. 魔法のソーダ
17. 占いの館
18. 若き指導者の宿命
19. 復讐の女神
20. 怒れる日本人
21. 引き裂かれた記憶（前編）
22. 引き裂かれた記憶（後編）

## 映像商品

### VHSビデオソフト
1998年6月26日、CIC・ビクタービデオ（株）（現：ユニバーサル・ピクチャーズ・ジャパン）より、パイロット版が『犯罪壊滅装甲兵器バイパー』の邦題で発売された（字幕版・日本語吹替版有）。

## 関連事項
- ハイテクスーパーマシンもののTVドラマ
  - ナイトライダー
  - 驚異のスーパー・バイク ストリートホーク
  - 超音速攻撃ヘリ エアーウルフ
- メカ、ギミック設定等参考作品
  - マッハGoGoGo